# Эруэн, Анри
Анри Эруэн (фр. Henri Hérouin; 19 февраля 1876, Конги-сюр-Теруанн — ?) — французский стрелок из лука, чемпион летних Олимпийских игр 1900.
На Играх 1900 в Париже Эруэн соревновался только в классе «Кордон доре» на 50 м. Он занял первое место, выиграв золотую медаль.